# Santiago Salfate
Santiago Segundo Salfate Núñez (Iquique, 12 gennaio 1916 – Santiago del Cile, 24 settembre 2010) è stato un calciatore cileno, di ruolo difensore.

## Carriera
Prese parte con la Nazionale cilena al Campeonato sudamericano del 1942 e al Campeonato sudamericano del 1946.